# فاكولينتشوك
فاكولينتشوك (Вакуленчук) هي بلدة من النمط المدني في محافظة جيتومير في أوكرانيا.
يبلغ عدد سكانها حوالي 2192 نسمة.